# Lupinoblennius paivai
Lupinoblennius paivai är en fiskart som först beskrevs av Pinto, 1958.  Lupinoblennius paivai ingår i släktet Lupinoblennius och familjen Blenniidae. Inga underarter finns listade i Catalogue of Life.